# روبن دي لاريد
روبن دي لا رد غوتيريز (بالإسبانية: Rubén de la Red)‏، من مواليد 5 يونيو 1985 في مدريد بإسبانيا، لاعب كرة قدم إسباني سابق لعب مع نادي ريال مدريد الإسباني ومنتخب إسبانيا لكرة القدم.

## نبذة
تميز بسرعته وتمريراته السريعة والمتقنة والمهارة المتوسطة بالمراوغة والتسديدة الصاروخية وقد بزغ نجمه سريعا رغم المباريات القليلة التي لعبها مع المنتخب والفرق الكبيرة كمدريد الإسباني.
رغم حيويته وشبابه فقد عانى من أمراض القلب وتعرض إلى أزمة قلبية حيث سقط فاقدا للوعي جراء الأزمة القلبية في إحدى مباريات كأس الملك الإسباني في ملعب نادي ريال يونيون في مباراة الدور الأول من البطولة في موسم 2009/2008 ونقل على اثرها إلى المستشفى، ليقف الوسط الرياضي كله مع الاعب تضامنا معه وخشية أن يعيد التاريخ نفسه مثلما حدث سابقا مع لاعب اشبيلية سابقا أنتونيو بويرتا الذي فارق الحياة بطريقة مشابهة. إعتزل بسبب وضعه المرضي وحالته غير المستقرة ثم رجع إلى الملاعب لفترة قبل أن يعتزل مرة أخرى وبشكل نهائي رغم صغر سنه حيث كان يبلغ من العمر 25 عاما وكان ذلك يوم 5 نوفمبر 2010.

## هبوط ثم نجاح مع الفريق الثانى لمدريد
وصل دي لاريد إلى ريال مدريد كاستيا (الفريق الثاني لمدريد) وهو بعمر ال 14 عشر عاما لكن لم يقتنع به مدرب الفريق الثاني بالبداية وقال أنه ليس جيدا بما فيه الكفاية فتمت اعارته إلى نادي خيتافي وظهرت موهبته هناك فاستعاده النادى الإسباني في موسمه الرابع لتتفجر موهبته بالكاستيا.
يذكر بأن خروج ديلاريد من ريال مدريد كاستيلا قد أثر كثيرا بالفريق فيعد أن ذهب إلى خيتافي على سبيل الإعارة وترك مكانة فارغا كان أحد أسباب نزول الفريق إلى مستوى الدرجة الثالثة.
صعد إلى الفريق الأول في عام 2006 ثم أعير إلى نادي خيتافي في 2007 واكتسب ديلاريد الكثير من الخبرة واستفاد من التجربة مع فريق خيتافي ومثل خيتافي في موسم 2007-2008 وكان ذلك بمجموع 49 مباراة سجل خلالها ستة اهداف اثنان في الدوري وثلاثة في الكأس وهدف على المستوى الأوروبي وتميز كصانع ألعاب وأصبح مفتاح اللعب في الفريق وحاول خيتافي ان يحتفظ بة لكن النادي الملكي تمسك بة، وشد ديلاريد الألماني بيرند شوستر كثيرا واتفقت إدارة الفريق على عودة روبين ديلاريد إلى الفريق كلاعب أساسي في الفريق الأول والذي حدث بالفعل حيث عاد إلى الفريق الأول في 2008.
ومما يذكر أيضا ما قالة روبين عندما طلبه المدرب كيكي فلوريس لخيتافي : «انا فخور برغبة المدرب كيكي فلوريس بي لكن ريال مدريد هو الاختيار الأول بالنسبة لي».

## ريال مدريد
لعب أول مباراة لفريق ريال مدريد الأول عام 2004 ضد تينيريفي في كأس ملك إسبانيا وانتهت النتيجة بالفوز 2-1 لصالح فريق العاصمة مدريد
لعب بالدورى الإسباني مع مدريد لأول مرة يوم 22 ستمبر 2005 لدقيقتين لا أكثر كبديل امام اتلتك بلباو وانتهت المباراة بانتصار مدريد 3-1
ولم يلعب هذا الموسم سوى مبارتين كبديل
في موسم 2006/2007 بدأت موهبته في الظهور حيث انضم إلى التشكيلة الأساسية بالنادي في عهد الإيطالي فابيو كابيلو جنبا إلى جنب مع زملاء مثل ميجيل توريس وميجيل انخيل بينتو
اعير إلى خيتافى موسم 2007 ثم عاد إلى مدريد موسم 2008/2009
و رغم أنه لم يلعب كثيرا لسرعة اعتزاله الا انه قدم مستويات رائعة في الدقائق القليلة التي لعبها حتى انه جذب انظار المشجعين كثيرا لكن لم تلبث امالهم بنجم جديد يسطع في سماء الدورى ان انتهت باعتزاله
و أهم ما يذكر عنه تلقيبه مع بعض اللاعبين امثال استبيان جرانيرو بجيل الموهوبين المدفونين
لموهبتهم الرائعة التي لم تظهر كثيرا لدواعى الإصابة والظروف الاضطرارية المختلفة

## مسيرته مع المنتخب
لم يبرز كثيرا مع المنتخب لانه سرعان ما اضطر للاعتزال بعدما بدأ بالدفاع عن اعلام بلاده فلم يشارك في العديد من المباريات لكنه مثل بلاده إسبانيا في يورو 2008 ولعل أبرز ما قدمه عندما لعب أساسيا امام اليونان وسجل هدفا لا ينسي في مرمي اليونان.

## سقوطه وإعتزاله
في مشهد مفاجئ ببطولة كأس الملك الأسبانية بين ريال مدريد وريال يونيون سقط دي لاريد فجأة مغشيا عليه ليتم استبداله واعلن النادى المدريدي انه مصاب، وظهرت العديد من التقارير الصحفية تؤكد ان اللاعب مصاب في قلبه لكن لم يتم تأكيد الأمر فب تلك اللحظة.
أثناء الفحوصات وعدم التأكد من عودته اضطر ريال مدريد إلى التعاقد مع المدافع راؤول ألبيول ليغطى غياب النجم ديلاريد وتم إعطاء البيول رقم ديلاريد (18) مع وعد إلى ديلاريد بارجاع القميص إليه في حال رجوعه
ولكن في خبر أذهل الجميع وفي خسارة مفجعة لكرة القدم الأسبانية والعالمية ظهرت التقارير الطبية في يناير 2010 لتؤكد ان حالة النجم الأسباني مزمنة وانه لن يعود للعب مرة أخرى فاضطر إلى اعلان اعتزاله في 3 نوفمبر 2010 وهو ما زال بسن الخامسة والعشرين ومازالت موهبته في اوج عطاءها.
ترك الملاعب باكيا في مؤتمر صحفى مؤثر منهيا خطاب اعتزاله بجملة خلدها في الأذهان:
«ساضطر اليوم لترك كرة القدم، لكن قلبى سيظل معلق بريال مدريد».

## روابط خارجية
- روبن دي لاريد على موقع الاتحاد الأوربي (الإنجليزية)
- روبن دي لاريد على موقع قاعدة بيانات كرة القدم.إي يو (الإنجليزية)
- روبن دي لاريد على موقع بيانات كرة القدم. دي إي (الألمانية)
- روبن دي لاريد على موقع ناشيونال فوتبول تيمز (الإنجليزية)
- روبن دي لاريد على موقع Soccerbase.com (لاعب) (الإنجليزية)
- روبن دي لاريد على موقع Soccerway.com (الإنجليزية)
- روبن دي لاريد على موقع عالم كرة القدم.نت (الإنجليزية)